# Derekegyház
Derekegyház község Csongrád-Csanád vármegye Szentesi járásában.

## Fekvése
Szentestől 13, Hódmezővásárhelytől 26, Orosházától 24 kilométerre található. Szomszédai: észak felől Szentes Lapistó nevű külterületi városrésze, keleten Nagymágocs, délkeletről Székkutas, délen Hódmezővásárhely, délnyugaton Mindszent, nyugat felől Szegvár, északnyugatról pedig maga Szentes.

### Megközelítése
Központja a 45-ös főút Szentes-Hódmezővásárhely közötti szakaszából kelet felé, Orosháza irányában (Nagymágocsra) kiágazó 451-es főúton (korábbi számozása szerint 4405-ös úton) érhető el; Tompahát nevű külterületére a 44 115-ös számú mellékút vezet. Közigazgatási területének délnyugati szélén ágazik ki a 45-ösből a Mindszentre vezető 4523-as út.

## Címere

### A címer története
A címerének formája, színei, képei és díszítő elemei a falu és a Károlyi család történelmi kapcsolatára utalnak.
Alapul a Károlyi család 1712-ben nyert egyesített grófi címerét és a falu által 1874-től használt hivatalos pecsétnyomó ábráját vették.
A pecsétnyomón ovális alakú pajzsban egy kiterjesztett szárnyú, egyfejű sas volt, a pajzs felső szélén 9 ágú (gyöngyös) grófi rangkoronával. A sast és a koronát a Károlyiak egyesített grófi címeréből vették át.
A hagyományra tekintettel a címer megőrizte a pajzs alakját (ovális, tojásdad). Címerképe a kiterjesztett szárnyú egyfejű sas, és megőrizték a pajzs felső szélére helyezett rangkoronát is. Mivel az idősebb lakosok nemcsak a Károlyiakat tisztelik, de az uradalom későbbi tulajdonosára, a szociális érzékéről és jótékony alapítványairól ismert Weiss Manfréd nagyiparos és leszármazottainak emlékét is ápolják, a címerpajzs alján Weiss Manfréd közismert, a helyi téglagyárának termékein is alkalmazott monogramja látható.
A színek meghatározásánál is a hagyományból és a heraldikai szabályokból indultak ki. A Károlyi-címerben a széttárt szárnyú, fekete sas ezüst mezőben állt, ezért a pajzs alapszíne az ezüst lett, a sas pedig fekete.

### A címer leírása
Az álló, ovális pajzs belső mezejét ezüst hullámpólya egyszer vágja a pajzstalpnál. A pólya fölötti rész kék mezejében egyfejű, heraldikailag jobbra néző, kiterjesztett szárnyú arany sas áll. A pajzstalp zöld mezejében ezüst színű, egymásra szerkesztett WM monogram lebeg. A pajzs felső szélére ezüst gyöngyökből formált kilencágú, arany abroncsú grófi rangkorona támaszkodik. A foszlányok heraldikai nézetben: jobbról arany és kék, balról ezüst és vörös.

## Története

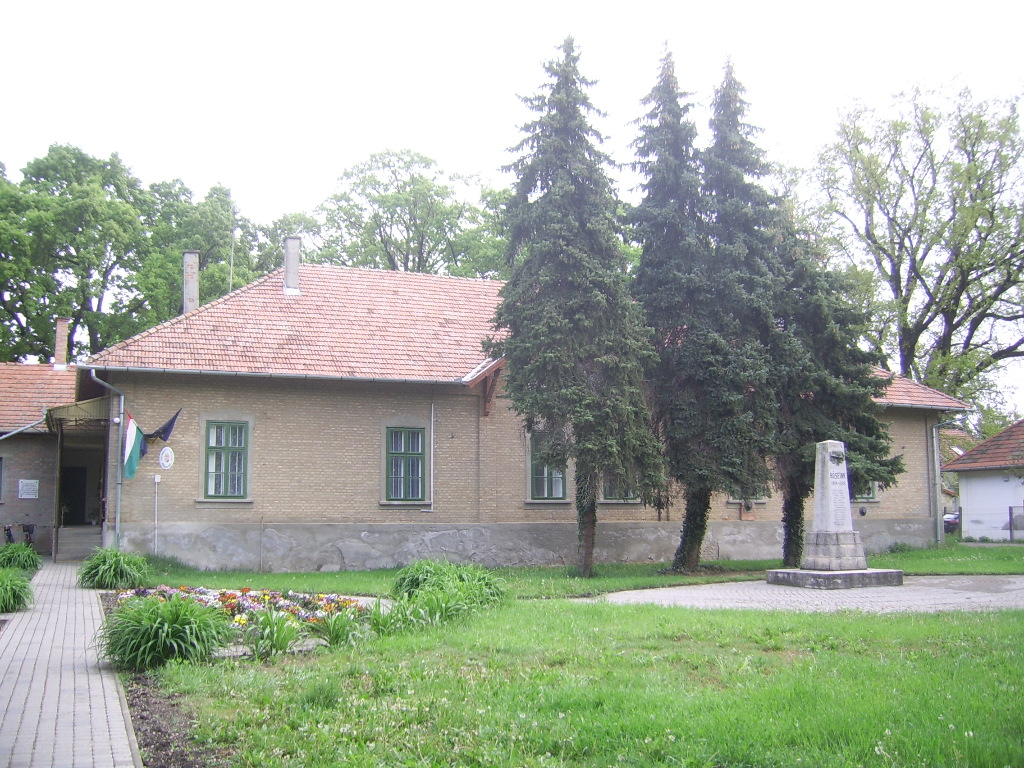
Derekegyház, községháza

A régészeti leletek tanúsága szerint korai egyházas falu volt. Korábbi feltételezés szerint nevét Árpád-kori templomáról kaphatta, amely nagy, szilárd, azaz derék épület lehetett (derék + egyház). A templom maradványai a 19. század elején még láthatóak voltak; a régészek az 1970-es évek elején tárták fel. Az egyenesen záródó szentélyű épület nem volt nagyobb a korban szokásos falusi templomoknál, tehát nem lehetett a névadás alapja.
A falu (és vele a templom) az 1241-es tatárjárás alatt elpusztult, és csak közel félszáz év múlva kezdett újranépesülni. A 16. század második felében háromszor (1552, 1566, 1596) pusztította a török, mígnem végleg megsemmisült.
1702-ben báró Schlick Lipót császári tábornok kapta birtokul a pusztát. Tőle 1722-ben gróf Károlyi Sándor vásárolta meg. A egykori falu területét egy jogvita végén három részre osztották:
- a Kórógytól északra eső földeket Szenteshez csatolták,
- a délnyugati részt Szegvár kapta meg,
- a maradékon szervezte meg az 1760-as években Károlyi Antal a Károlyi-uradalom egyik központját, s megépíttette a kastélyt.

A kastély, annak kápolnája és gazdasági épületei köré települt népesség főleg gabonatermesztéssel és kertészettel foglalkozott. Juhokat is tenyésztettek, és azok gyapjának mosására a gőzerőre épített szeszgyár gépeit használták.
Derekegyház 1874-ben a szétszórt puszták és majorok egyesítésével, eszmei községként alakult. Ezt aktívan segítette Károlyi Alajos.
A 20. század első felében határának felét — a téglagyárral — Weiss Manfréd örökösei birtokolták. Ők a művelhető terület jelentős részén  — a korban rendkívül modern megoldásként — különleges, hajós öntözőrendszert építtettek ki. A szabályos szelvényű csatornákon közlekedő hajó az 1960-as évekig dolgozott. 1945-ben a volt Weiss Manfréd-féle nagybirtok hajós öntözésre berendezett területén állami gazdaságot alakítottak. 1962-ben több egység összevonásával megalakult a Derekegyházi Állami Gazdaság. Ennek vagyonát az átalakítás után a Pankotai Agrár Részvénytársaság szerezte meg. Fő ágazata a gabonatermesztés és az állattenyésztés. 9 hektáron hidegfóliás kertészetet működtetnek.

## Nevezetességei

### Károlyi-kastély

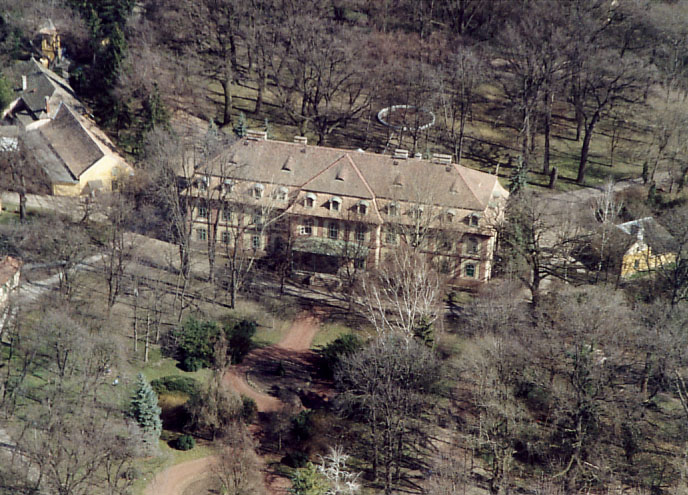
A Károlyi-kastély

A műemlék jellegű kastély 1769-ben épült. 1869-ben egy emeletet húztak rá. A tetőteret 1932-ben építették be Weiss Manfréd örökösei. Ekkor alakult ki az oromfalas épület mai, barokk-copf stílusú formája. A kastélyt gazdasági épületek veszik körül.
Az épületben 1949 óta súlyos értelmi fogyatékos felnőttek gondozására szakosított szociális otthon működik. A kastélyt tíz hektáros őspark veszi körül.

### Katolikus templom
Az 1241-ben lerombolt templomot nem építették újjá. Helyette a Károlyi-kastély egyik melléképületében a nagykonyhát alakították „ideiglenesen” kápolnává; ez lett a római katolikus hívek imahelye. A kápolnát 1925-ben szentelték Jézus Szíve tiszteletére. Egyik, 38 cm átmérőjű harangját 1908-ban öntötték (valószínűleg Seltenhofer Frigyes fiai), a másik 45 cm átmérőjűt 1939-ben Szlezák László.

#### Története
A modern templomot a Szeged-Csanádi egyházmegye építtette fel a kastély előtti park ligetes kertjében, a falut átszelő országútról nyíló téren. Az új templomot Váncza László, Ferenczy Kinga és Ránki Soma tervezte, az Építészmester Zrt. építette fel. Alapkövét a régi templom lerombolása után 777 évvel, 2018-ban tették le. 160 millió forintba került. A Szentháromság-templomot 2019. június 16-án szentelte fel Kiss-Rigó László szeged-csanádi megyéspüspök.
Az avatásra a kápolnából hozták át az egyik, „rossz állapotúnak” mondott harangot. Ezután gyűjtést indítottak új harang beszerzésére.

#### Az épület
A csarnokterű főhajó teljes szélességben illeszkedő, félkörívben záródó apszisával az ókeresztény templomok liturgikus tereinek alapelrendezését követi. A főhajóhoz észak felől csatlakozó oldalhajóban, a templomtér kereszttengelyének végpontjában van a keresztelőkút. A gyóntatószék a harangtorony alatt, a kórusra felvezető lépcső mellett kapott helyet.
Az oldalhajó nyugati végébe kimozdított harangtorony a főhomlokzat síkjához illeszkedik, aszimmetrikussá téve az épületet. A kevés, de nagy ablak súlyponti helyeken világítja be a szakrális teret. A tetőt zsindely fedi. Az épület falait fehérre festették.
A belső teret egyedileg tervezett, egységes formavilágú, erdei fenyőből készített liturgikus tárgyakkal és bútorokkal rendezték be.

### II. világháborús emlékmű
A szerény külsejű második világháborús emlékmű a falu főterén áll. Návai (Návay) Sándor szobrászművész munkáját 1992-ben avatták fel. A két oszlop tetejét bronz harang köti össze. A harang szélén „Készült a II. világháború áldozatainak emlékére” szöveg olvasható. Az emlékmű alján egy bronz koszorú két oldalán sorakoznak az áldozatok nevei.

### Falunap
- Hagyományosan júliusban rendezik a „Derekegyházi Palacsintafesztivál és Falunapok” többnapos kulturális és gasztronómiai rendezvényét.[3]

## Közélete

### Polgármesterei
| Időszak   | Név          | Jelölő szervezet | Megjegyzés |
| --------- | ------------ | ---------------- | ---------- |
| 1990–1994 | Török Ferenc | független        |            |
| 1994–1998 | Török Ferenc | független        |            |
| 1998–2002 | Török Ferenc | független        |            |
| 2002–2006 | Szabó István | független        |            |
| 2006–2010 | Szabó István | független        |            |
| 2010–2014 | Szabó István | független        |            |
| 2014–2019 | Szabó István | független        |            |
| 2019–2024 | Szabó István | KDNP-Fidesz      |            |
| 2024–     | Szabó István | KDNP-Fidesz      |            |

## Népessége
| Lakosok száma | 1618 | 1595 | 1584 | 1470 | 1385 | 1382 | 1380 |
|               | 2013 | 2014 | 2015 | 2021 | 2022 | 2023 | 2024 |

A település lakossága a rendszerváltás óta fokozatosan csökken.
2001-ben a település lakosságának közel 100%-a magyar nemzetiségűnek vallotta magát.
A 2011-es népszámláláson a lakosok 88,1%-a magyarnak, 0,2% románnak, 0,2% szlováknak mondta magát (11,9% nem nyilatkozott; a kettős identitások miatt a végösszeg nagyobb lehet 100%-nál). A vallási megoszlás a következő volt: római katolikus 26,3%, református 6,8%, evangélikus 0,7%, felekezeten kívüli 40,5% (25% nem nyilatkozott).
2022-ben a lakosság 93,9%-a vallotta magát magyarnak, 0,1-0,1% ukránnak, szlováknak, cigánynak, görögnek, románnak és németnek, 2% egyéb, nem hazai nemzetiségűnek (6,1% nem nyilatkozott; a kettős identitások miatt a végösszeg nagyobb lehet 100%-nál). Vallásuk szerint 23% volt római katolikus, 6,4% református, 0,9% evangélikus, 0,2% ortodox, 0,8% egyéb keresztény, 0,5% egyéb katolikus, 26% felekezeten kívüli (42,1% nem válaszolt).